# بلمونت (کالیفرنیا)
بلمونت (به انگلیسی: Belmont) شهری در شهرستان سن ماتئو ایالت کالیفرنیا است که در سرشماری سال ۲۰۱۰ میلادی، ۲۵۸۳۵ نفر جمعیت داشته است.